# Paratomenticola lanceolata
Paratomenticola lanceolata är en svampart som först beskrevs av Mordecai Cubitt Cooke, och fick sitt nu gällande namn av M.B. Ellis 1976. Paratomenticola lanceolata ingår i släktet Paratomenticola, divisionen sporsäcksvampar och riket svampar.   Inga underarter finns listade i Catalogue of Life.